# Det stora fyndkriget
Det stora fyndkriget (engelska: Storage Wars) är en amerikansk realityserie som sänds på TV-nätverket A&E. I Sverige visas serien först på History Channel och History HD som är systerbolag till A&E. Serien började sändas 2010 och följer en grupp människor som på auktion köper övergivna förråd på hyrlager och sedan säljer innehållet. Innan en auktion av ett förråd får köparna bara titta in i det utifrån och de får inte röra något av innehållet. I Sverige har programmet sänts på Sjuan och Fox. Sjuan har sänt med svensk berättarröst och engelsk undertext medan Fox sänder enbart med svensk undertext.

## Säsong 1
| Nr | Namn                                    | Datum      |
| -- | --------------------------------------- | ---------- |
| 01 | "High Noon in the High Desert"          | 2010-12-01 |
| 02 | "Melee in the Maze"                     | 2010-12-08 |
| 03 | "Railroad Roulette"                     | 2010-12-01 |
| 04 | "War on the Shore"                      | 2010-12-08 |
| 05 | "All Guns To Port"                      | 2010-12-15 |
| 06 | "Senior Center Showdown"                | 2010-12-22 |
| 07 | "The Old Spanish Standoff"              | 2010-12-15 |
| 08 | "Midnight in the Gardena Good and Evil" | 2011-01-12 |
| 09 | "Collector's Last Stand"                | 2011-01-19 |
| 10 | "School House Lock"                     | 2011-01-26 |
| 11 | "Gambler's Last Resort"                 | 2011-02-02 |
| 12 | "Auction Royale"                        | 2011-02-09 |